# Zuchtschau (Pferde)

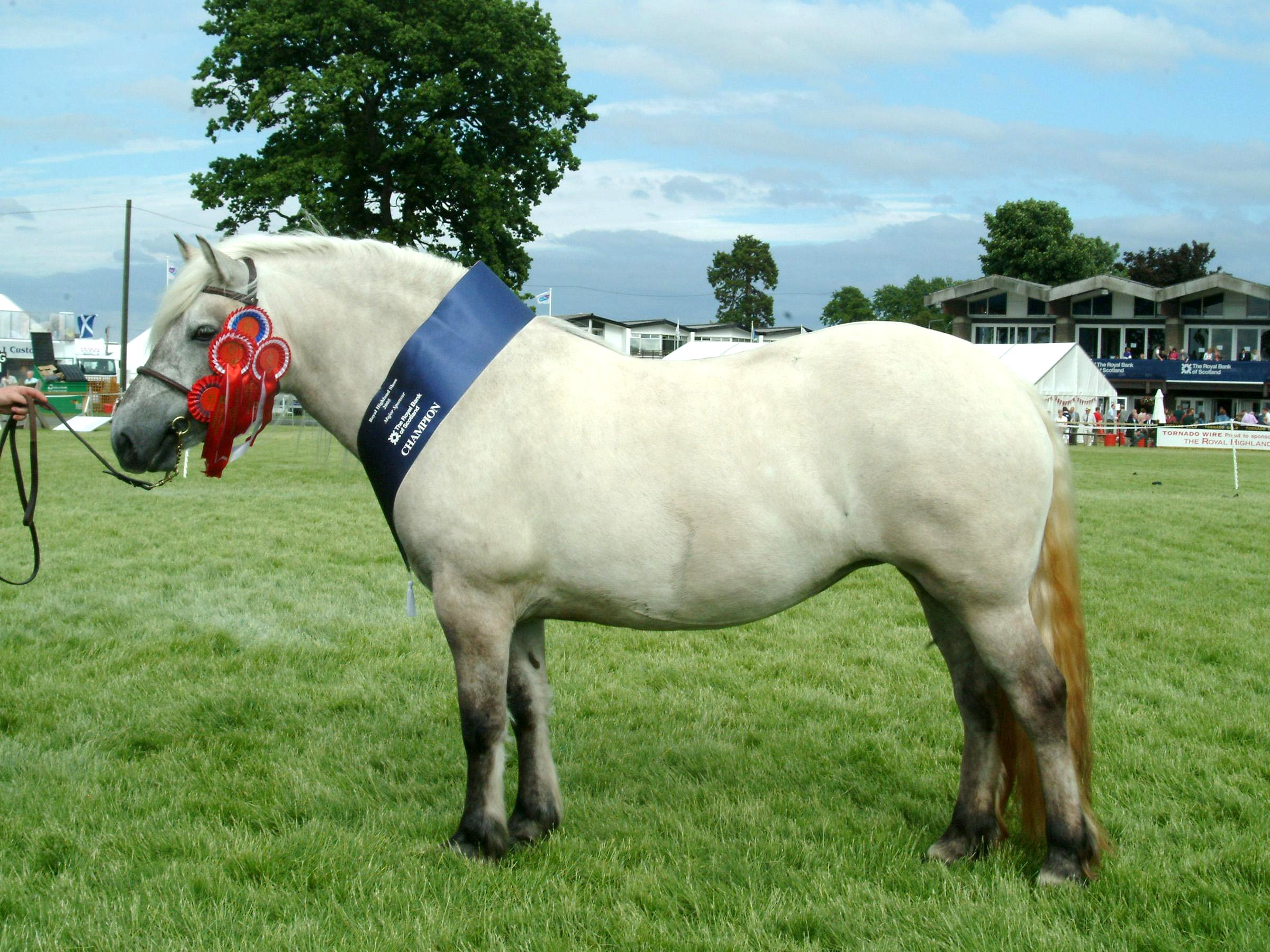
Grace of Carlung, Highland-Pony Siegerstute der Royal Highland Show, 2005

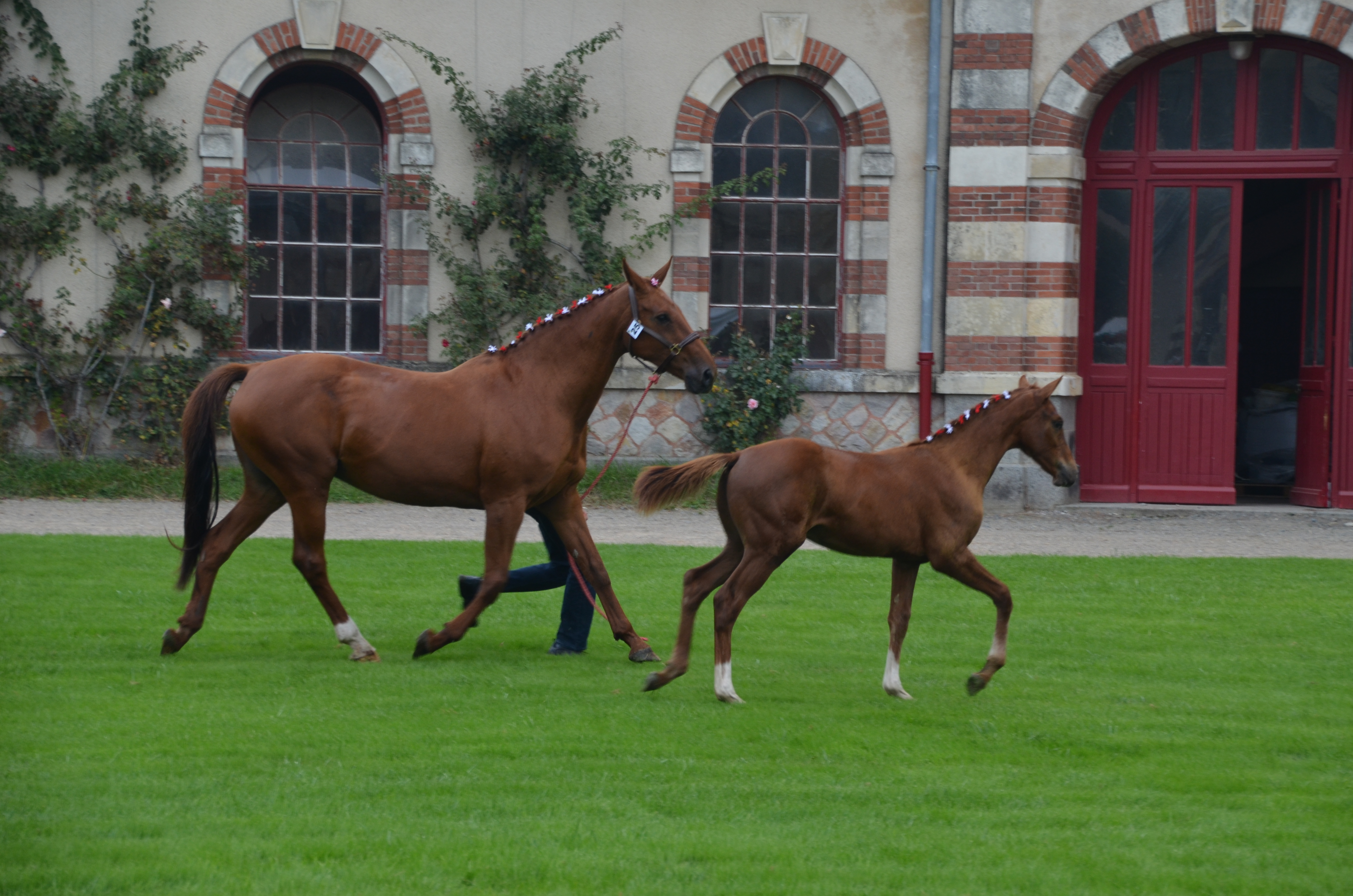
Fohlenschau

Eine Zuchtschau für Pferde ist eine Viehschau, bei der Zuchtpferde sachkundigen Richtern  vorgestellt werden. In verschiedenen Klassen werden Typ, Gebäude und Gangarten von Pferden einer Rasse bewertet. 

## Zuchtschau
Bei Fohlenschauen werden die Fohlen zusammen mit ihrer Mutter vorgestellt, bewertet und ins Stutbuch eingetragen. Außerdem werden die Fohlen gekennzeichnet. Oftmals werden auf Fohlenschauen auch Pferdemärkte abgehalten.
An Stutenschauen werden Stuten bewertet und ins Zuchtbuch eingetragen. Die besten Stuten werden prämiert.
Bei Hengstparaden oder Hengstschauen, werden gekörte Hengste den Züchtern vorgestellt, damit sie sich einen passenden Hengst für ihre Stute aussuchen können.

## Pferdeschau

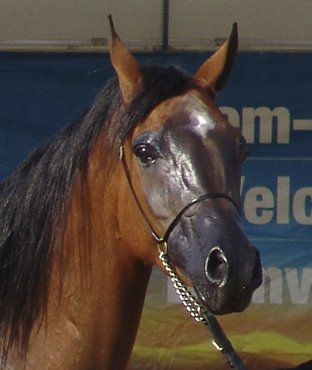
Show-Araber mit Highlighter um Augen und Maul (dunkler Bereich)

Der Begriff Pferdeschau ist weiter gefasst und beinhaltet nicht nur Zuchtschauen. Es gibt auch Pferdeschauen, die nicht speziell auf die Zucht ausgerichtet sind, beispielsweise für asile Araber oder Hackneys. Große Pferdeschauen finden alljährlich beispielsweise bei Beerfelder Pferde-, Fohlen- und Zuchtviehmarkt oder bei der American Royal im Großraum Kansas City statt.

## Showprogramm und Pferdeshow
Zu den Pferdeschauen zählen auch Showprogramme bei Turnieren oder Pferdesportmessen. In Pferdeshows wird unter anderem Reitkunst, Dressurreiten, Kunstreiten mit Pferdestunts und sportlichen Einlagen, wie sie auch beim Voltigieren vorkommen und zirzensische Lektionen präsentiert. Häufig wird Musik verwendet und die Show eine Rahmenhandlung, wie beim Pferdetheater eingebettet. 
Beispiele sind die Hop Top-Show bei der Equitana und Pferdeshows wie Apassionata, Cavalluna, die Pferdeshows des Westfälischen Pferdemuseums Münster, das Kaltenberger Ritterturnier und die französische Académie du spectacle équestre in Versailles.